# Eucharis hyalina
Eucharis hyalina är en stekelart som beskrevs av Gussakovskiy 1940. Eucharis hyalina ingår i släktet Eucharis och familjen Eucharitidae. Inga underarter finns listade i Catalogue of Life.